# O'Showen Williams
O'Showen Alfredo Vidale Williams (Macon (Georgia), 22 de octubre de 1997) es un baloncestista estadounidense que pertenece a la plantilla del PS Karlsruhe Lions de la ProA, la segunda división alemana. Con 1,80 metros de estatura, juega en la posición de base. 

## Trayectoria deportiva
Es un base formado en la Stratford Academy de su ciudad natal, hasta que en 2016 ingresó en el South Georgia State College, situada en Douglas, Georgia, donde jugó durante la temporada 2016-17. En 2017, ingresó en la Universidad Estatal de Apalaches, situada en Boone, Carolina del Norte, para disputar tres temporadas la NCAA con los Appalachian State Mountaineers, desde 2017 a 2020.
En la temporada 2021-22, firma por el Terme Olimia Podčetrtek de la liga eslovena de baloncesto.
El 31 de mayo de 2022, firma por s.Oliver Baskets de la Basketball Bundesliga.